# 姜以式
姜以式是高句丽平原王、婴阳王和荣留王的大将，被认为是朝鮮半島晋州姜姓的祖先。
598年，平阳王联合靺鞨先发制人攻击隋在河北的军事驻地后，隋文帝派他小儿子杨谅协高颎和前陈国大将周罗睺率30万海陆大军攻打高句丽。 
杨谅的军队去时正赶高句丽的雨季。大雨使杨谅的军队前行和物资供应变得艰难。高句丽的频频袭击使杨谅的军队损失惨重。感到无法攻克高句丽，杨谅决定与周罗睺的海军会合。周罗睺的海军同时也是困难重重。虽然隋的海军尽可能地靠着海岸前行，但海上的大浪使许多船只颠覆。隋的海军一抛锚休息，高句丽的先遣部队就会出现进行袭击。周罗睺与姜以式的5万高句丽海军在渤海交锋。由于周罗睺先前已损兵折将，元气大伤，大败于高句丽。据《隋书》记载，这次战役中，隋军损失90%。